# Ernst Hruza
Ernst Hruza (* 12. Mai 1856 in Prag; † 1. März 1909 in Innsbruck) war ein österreichischer Rechtshistoriker.

## Leben
Hruza studierte an der Karls-Universität Rechtswissenschaft. Zum Dr. jur. promoviert, habilitierte er sich 1882 an der Universität Wien für Römisches Recht und österreichisches Zivilrecht. Nachdem er an der Franz-Josephs-Universität die Lehrkanzel für Römisches Recht suppliert hatte, erhielt er 1883 in Czernowitz ein Extraordinariat und 1887 ein Ordinariat. Für das akademische Jahr 1896/97 wurde er zum Rektor gewählt. Er befasste sich mit dem Antiken griechischen Recht. Von 1896 bis 1909 war er o. Prof. für Römisches Recht an der Universität Innsbruck. Dort war er 1897/98 und 1903/04 Dekan und 1906/07 Rektor. Seine Rektoratsrede widmete er dem Ius honorarium. Er wurde 1909 zum Hofrat ernannt starb im 53. Lebensjahr.

## Werke
- Zur Lehre von der Novation nach österreichischem und gemeinem Recht, 1881.
- Der romanistische Rechtsunterricht in Österreich, 1886.
- Über das „lege agere pro tutela“, 1887.
- Beiträge zur Geschichte des griechischen und römischen Familienrechts. I. Die Ehebegründung nach attischem Recht, 1892, II. Polygamie und Pelikat nach griechischem Recht, 1894.